# Plegaderus molestus
Plegaderus molestus är en skalbaggsart som beskrevs av Thomas Casey 1893. Plegaderus molestus ingår i släktet Plegaderus och familjen stumpbaggar. Inga underarter finns listade i Catalogue of Life.